# Бад Кисинген
Бад Кисинген (њем. Bad Kissingen) општина је у њемачкој савезној држави Баварска. Једно је од 26 општинских средишта округа Бад Кисинген. Према процјени из 2010. у општини је живјело 20.855 становника. Посједује регионалну шифру (AGS) 9672114, NUTS (DE265) и LOCODE (DE BKI) код.

## Географски и демографски подаци
Бад Кисинген се налази у савезној држави Баварска у округу Бад Кисинген. Општина се налази на надморској висини од 220 метара. Површина општине износи 69,4 km². У самом мјесту је, према процјени из 2010. године, живјело 20.855 становника. Просјечна густина становништва износи 300 становника/km².

## Међународна сарадња
| Мјесто    | Држава    | Врста сарадње | Од    |
| --------- | --------- | ------------- | ----- |
| Вернон    | Француска | партнерство   | 1960. |
| Колмар    | Француска | контакт       | 2000. |
| Ајзенштат | Аустрија  | партнерство   | 1978. |
| Маса      | Италија   | партнерство   | 1960. |
| Тамар     | Израел    | партнерство   | 1997. |
| Извор     |           |               |       |